# Txerra Cirbián
José Ramón Cirbián Vaquero (1957) es un periodista español en lengua castellana y catalana, que firma sus artículos como Txerra Cirbián.

## Biografía
Nacido en Baracaldo, Vizcaya, y criado en Portugalete, realizó estudios de Ciencias Químicas en la Universidad del País Vasco, que abandonó por el periodismo.
Desde 1977 vive en Barcelona, donde ha desarrollado toda su carrera.
Es padre de Aritz Cirbián (Barcelona, 1986), graduado en Dirección de Producción en la Escuela Superior de Cine y Audiovisuales de Cataluña.

## Trayectoria profesional
Es licenciado en Ciencias de la Información por la Universidad Autónoma de Barcelona.
Antes de finalizar los estudios, trabajó como becario en el diario vespertino Tele/eXprés a las órdenes de Josep Maria Huertas Clavería y Manuel Campo Vidal.
Al acabar la carrera entró a trabajar en el diario catalán El Periódico de Catalunya, donde ha desarrollado toda su trayectoria, circunscrita al terreno del periodismo cultural. 
Entre los años 2008 y 2017, coordinó el suplemento de televisión Teletodo, que durante una época intermedia se transformó en un suplemento más amplio, denominado Ideas / Teletodo. También escribió un blog sobre cómics en ese diario, titulado TeVeo, ya desaparecido. 
Tras abandonar El Periódico en mayo del 2018, ha escrito tres libros de viajes: 'Venecia de cine Archivado el 9 de diciembre de 2019 en Wayback Machine.' , 'Guía de las Islas Feroe' y la guía 'Venecia', para la editorial Ecos Travel Boks. También ha colaborado con la revista Viajes National Geographic Archivado el 9 de diciembre de 2019 en Wayback Machine. y los diarios digitales Catalunya Plural y Nosolocine.
Desde abril del 2005 escribe en su blog personal Txerradas.

## Cine
En los años 80 fue colaborador de la revista de cine Fotogramas.
Ha ejercido la crónica de cine y la crítica de televisión y fue uno de los impulsores de los Catacric, colectivo de críticos de cine catalanes creadores de los anti-premios YoGa. 
También es el guionista, productor y director de un cortometraje titulado Potser no sigui massa tard (Quizá no sea demasiado tarde), que rodó en el año 1988.